# (7093) Jonleake
(7093) Jonleake (1992 OT) – planetoida z pasa głównego asteroid okrążająca Słońce w ciągu 3 lat i 296 dni w średniej odległości 2,43 j.a. Została odkryta 26 lipca 1992 roku w Palomar Observatory przez Eleanor Helin. Nazwa planetoidy pochodzi od Jonathana Richarda Leake'a (ur. 1959), redaktora naukowego The Sunday Times.